# She's a Rainbow/2000 Light Years from Home
She's a Rainbow/2000 Light Years from Home è un singolo del gruppo musicale britannico The Rolling Stones, pubblicato nel 1967 come estratto dall'album Their Satanic Majesties Request.

## Descrizione
She's a Rainbow è stata scritta nel 1967 da Mick Jagger e Keith Richards e venne registrata il 18 maggio di quell'anno. È rimasta famosa per l'uso del mellotron suonato da Brian Jones e per la parte di piano eseguita da Nicky Hopkins, con una frase melodica ricorrente, ma anche per il testo dello stesso Jagger. La canzone, oltre ai cori di sottofondo che ricordano delle voci di bambini, presenta molti suoni innovativi, come quando verso la fine gli archi suonano scordati e fuori tempo e un'inusuale nota di chitarra elettrica mette fine al brano stroncandolo. Nonostante la voce messa in giro, nessuno dei Beatles suonò in questa canzone. John Paul Jones, che divenne poi il bassista dei Led Zeppelin, contribuì all'arrangiamento degli archi. Il brano è stato dedicato a Marianne Faithfull.
2000 Light Years from Home fu scritta da Mick Jagger e Keith Richards nel periodo in cui furono condannati per possesso e uso di stupefacenti, nell'estate del 1967. Jagger scrisse il testo della canzone in un momento di tristezza mentre era da solo in cella nella prigione di Brixton. Il gruppo poté comunque registrare il brano in luglio grazie al rilascio su cauzione di Jagger e Richards dopo due notti in prigione. L'evento ha in qualche modo influito sul testo, in cui affiora più volte il tema della solitudine.
Il senso di isolamento e disorientamento che la vicenda causò agli Stones emerge in modo particolare in 2000 Light Years from Home. La compagna di Jagger di quegli anni, Marianne Faithfull, che lo spinse a trasferire nel testo la disperazione di essere in prigione, in seguito affermò che in quei giorni si sentivano in preda a un maligno incantesimo. La canzone è stata interpretata anche come un simbolo dello scontro generazionale e del consumo degli stupefacenti, che contribuissero a scavare un solco tra sé e la mentalità antiquata delle autorità colpevoli di aver montato un processo legale e mediatico di tale entità, ritenuto infondato dalla controcultura giovanile di quel tempo. Furono infatti in molti i giovani che protestarono apertamente contro il sistema in difesa di Jagger e Richards.
Il brano viene aperto dal dissonante piano di Nicky Hopkins in quello che sembra un interludio, quando lo stacco della batteria di Watts e della chitarra elettrica di Richards trasportano l'ascoltatore in un'atmosfera spaziale, basata sul crescendo della batteria e sul martellante lavoro di Wyman al basso, impostato come nei precedenti dischi sul blues. Lo spettrale aspetto spaziale è garantito dalle note surreali del mellotron di Brian Jones, che creano la sensazione di volo su cui si innesta la voce di Jagger. Il testo narra di un viaggio nello spazio in solitudine e del conseguente progressivo allontanamento da casa. Di particolare rilievo sono gli effetti speciali ottenuti con l'overdubbing a fine sessione.

### Pubblicazione e accoglienza
Il singolo è stato pubblicato in formato 7" dalla casa discografica London Records negli Stati Uniti il 23 dicembre 1967, piazzandosi al #25 posto nelle classifiche, e dalla Decca in molti altri paesi del mondo, con le due tracce invertite. Il singolo riscosse molto più successo del precedente In Another Land/The Lantern, ponendo fine al suo tempo di massima vendita e mettendolo quasi in ombra. Il singolo fu uno dei più riusciti nel repertorio dei Rolling Stones negli anni sessanta e fu anche il secondo singolo dei The Rolling Stones a presentare il doppio lato A (il primo fu Let's Spend the Night Together/Ruby Tuesday). Questo singolo diventa, assieme a Good Vibrations dei The Beach Boys, una delle pietre miliari nella musica dell'anno 1967.
La prima edizione americana del singolo, con She's a Rainbow sul lato A, raggiunse il 25º posto nella Billboard Hot 100, nella quale rimase 7 settimane. 2000 Light Years from Home è stata considerata il capolavoro dell'album, nonché uno dei più significativi brani di rock psichedelico. Assieme alla coetanea Interstellar Overdrive dei Pink Floyd e a Space Oddity (del 1969) di David Bowie, è citata come uno dei primi notevoli esempi di accostamento del rock alla "musica da fantascienza" iniziata negli anni quaranta da Harry Revel. In particolare, il brano anticipò il tema dell'angosciante smarrirsi nello spazio, che fu poi affrontato da Bowie con Space Oddity.
La rivista musicale Rolling Stone, che lo considera il cinquantunesimo brano più bello della band, ha definito 2000 Light Years from Home "un incubo psichedelico, che cattura la desolazione di sentirsi perduti nello spazio, con l'inquietante incantesimo lanciato dal mellotron di Jones". Pur non raggiungendo i livelli di esplorazione spaziale espressi nello stesso periodo dai primi lavori dei Pink Floyd e dai virtuosismi alla chitarra di Jimi Hendrix, viene comunque considerato uno dei brani alle origini dello space rock, che sarebbe esploso qualche anno più tardi.

### Altre pubblicazioni e interpretazioni
Con la pubblicazione dell'album nel 1967, la band realizzò anche un videoclip promozionale a colori del brano diretto da Michael Lindsay-Hogg.
Compare inoltre in diverse raccolte dei Rolling Stones, tra cui Through the Past, Darkly (Big Hits Vol.2) (1969), More Hot Rocks (Big Hits & Fazed Cookies) (1972), Rolled Gold: The Very Best of the Rolling Stones (1975), Singles Collection: The London Years (1989) e GRRR! (2012). Fu utilizzata per il film Men in Black 3 uscito nel 2012.
Il brano She's a Rainbow è poi stato incluso in alcune raccolte degli Stones, come Through the Past, Darkly (Big Hits Vol.2) e Forty Licks.
Non viene suonata molto spesso dal gruppo nei concerti: l'ultima volta è stata, sempre in modo occasionale, durante il Bridges to Babylon Tour del 1997-98.
Fino al 1997, quando anche She's a Rainbow fu aggiunta al repertorio dal vivo, la canzone fu l'unica dell'album originale ad essere suonata nei concerti del gruppo. In particolare, fu suonata regolarmente tra il 1989 ed il 1990 nelle date dello Steel Wheels/Urban Jungle Tours. Fu in seguito accantonata e ripresa 23 anni dopo nel concerto del 29 giugno nell'edizione 2013 del Glastonbury Festival nel Regno Unito.

## Tracce
7" USA
1. She's a Rainbow – 4:10 (Mick Jagger, Keith Richards)
2. 2,000 Light Years From Home – 4:45 (Mick Jagger, Keith Richards)

Durata totale: 8:55
7" internazionale
1. 2,000 Light Years From Home – 4:45 (Mick Jagger, Keith Richards)
2. She's a Rainbow – 4:10 (Mick Jagger, Keith Richards)

Durata totale: 8:55

## Formazione
- Mick Jagger - voce solista, seconda voce, tamburello, conga
- Keith Richards - chitarra acustica, chitarra elettrica, seconda voce
- Brian Jones - mellotron, fiati, percussioni, sintetizzatore, effetti sonori, seconda voce
- Bill Wyman - basso
- Charlie Watts - batteria
- Nicky Hopkins - pianoforte[2]
- John Paul Jones - archi[2]

## Cover
Tra i vari gruppi che hanno eseguito cover di 2000 Light Years from Home, vi sono The Tragically Hip, The Danse Society, Grave Digger, Monster Magnet e Rachael Yamagata.

## Pubblicità
She's a Rainbow è stato usato nella pubblicità di Vodafone e Dior.